# Microsoft Application Virtualization
Microsoft Application Virtualization (kurz App-V) ist eine Lösung zur Anwendungsvirtualisierung. Das Programm wurde früher unter dem Namen SoftGrid vermarktet.

## Übersicht
Bei App-V (vormals SoftGrid) werden Anwendungen durch ein Datacenter oder einen anderen Netzwerkstandort bedient und auf dem Client in einer virtuellen Umgebung ausgeführt. Die virtualisierten Anwendungen werden in Sandboxen ausgeführt, wodurch sie unabhängig von einer Installation und anderen Anwendungen auf dem lokalen Desktop arbeiten. Eine Einbindung mit dem Systems Management Server ist realisierbar. Dadurch, dass die Programme zur Laufzeit verteilt werden, ist eine lokale Installation nicht mehr nötig und der Administrationsaufwand auf den Clients wird stark reduziert.
Vereinfacht gesagt streamt bei App-V ein Server die Software zum Rechner des Anwenders, ähnlich wie ein Online-Video. Kurz nach Beginn des Streams kann der Anwender die Applikation benutzen, während im Hintergrund weitere Programmteile nachgeladen werden. Der Vorteil ist also, dass auf einem Anwendercomputer außer dem App-V Client keine Software installiert werden muss. Bei entsprechender Installation kann der Benutzer sich irgendwo im Netzwerk an einen fast softwarefreien Rechner setzen und die Zusatzsoftware benutzen, da diese vom App-V Server nach Bedarf zum User gestreamt wird. Wird die Netzverbindung zum Server aus irgendeinem Grund unterbrochen, so kann die Anwendung weiterhin im Offlinemodus betrieben werden. Dies setzt jedoch voraus, dass die Software zuvor komplett auf den Client gestreamt wurde.
Microsoft Application Virtualization (App-V) ist Bestandteil des „Microsoft Desktop Optimization Packs“ (MDOP). Mit Version 4.2 des Desktop Clients wurde die Clientcompatibilität mit Windows Vista hinzugefügt.
Der App-V Client für Remote Desktop Services (zuvor als „Terminal Services“ bezeichnet) ermöglicht die Installation auf einem Windows Server 2000 oder Windows Server 2003 sowie Windows Server 2008.
Mit der Version 4.5 wurde unter anderem auch Dynamic Suiting Communication (DSC) hinzugefügt. Diese Technik erlaubt eine Kommunikation zwischen virtualisierten Applikationen, obwohl der ursprüngliche Sinn von Virtualisierung eine Isolation der Applikationen untereinander war.
Ende 2012 ist App-V 5 erschienen. Im Juli 2015 war der Mainstream Support für App-V 4.6, basierend auf einer älteren Architektur, beendet. Unternehmen haben die Möglichkeit, alte Softwarepakete automatisiert von App-V 4.x nach App-V 5 zu migrieren.
Mit Erscheinen von Windows 10 Version 1607 sowie mit Windows Server 2016 ist App-V und auch UE-V (Microsoft User Experience Virtualization) fester Bestandteil der Enterprise Edition bzw. des Windows Servers 2016. Die Funktion kann über die PowerShell mit dem Befehl Enable-Appv oder eine Gruppenrichtlinie aktiviert werden. Der App-V Sequencer ist seit diesem Zeitpunkt Bestandteil des Windows Assessment and Deployment Kit (Windows Automated Installation Kit).

## Architektur
Die App-V Systemarchitektur besteht aus den folgenden Komponenten:
- Microsoft Systems Center Virtual Application Server, auch App-V Application Server genannt, welcher die Softwarepakete hostet und diese zur lokalen Ausführung auf den Clientcomputer streamt. Ebenfalls wird die Authentifizierung der Client-Anfragen überprüft sowie der Gebrauch geloggt. Anwendungen werden mit dem App-V Sequencer zu virtualisierten Paketen konvertiert.
- Microsoft Application Virtualization Client for Windows Desktops oder Microsoft Application Virtualization Client for Remote Session Hosts, auch App-V Client genannt, ist zuständig für die Ausführung auf Client-Seite, welche die Anfragen für Softwarepakete stellt, die gestreamten Pakete empfängt, die Ausführungsumgebung (Runtime Environment) herstellt und letztendlich die Anwendung ausführt.
- App-V Management Console, das Verwaltungswerkzeug zum Aufsetzen, Administrieren und Verwalten des App-V Application Servers. Es kann verwendet werden, um Richtlinien zu definieren, die den Gebrauch der Anwendungen regeln. Es kann auch verwendet werden, um virtualisierte Anwendungspakete zu verwalten, zu aktualisieren und zu replizieren.

## Hintergrund
Mit dem Erwerb von Softricity im Juli 2006 hat Microsoft die Bedeutung der Anwendungsvirtualisierung unterstrichen. Aus dieser Akquisition stammt Microsoft SoftGrid bzw. Microsoft Application Virtualization (App-V).